# Wilkinson (Indiana)
Wilkinson és una població dels Estats Units a l'estat d'Indiana. Segons el cens del 2000 tenia 356 habitants.

## Demografia
Segons el cens del 2000, Wilkinson tenia 356 habitants, 153 habitatges, i 104 famílies. La densitat de població era de 624,8 habitants/km².
Dels 153 habitatges en un 32% hi vivien nens de menys de 18 anys, en un 58,2% hi vivien parelles casades, en un 5,9% dones solteres, i en un 32% no eren unitats familiars. En el 26,8% dels habitatges hi vivien persones soles el 12,4% de les quals corresponia a persones de 65 anys o més que vivien soles. El nombre mitjà de persones vivint en cada habitatge era de 2,33 i el nombre mitjà de persones que vivien en cada família era de 2,83.
Per edats la població es repartia de la següent manera: un 22,5% tenia menys de 18 anys, un 8,4% entre 18 i 24, un 31,2% entre 25 i 44, un 23% de 45 a 60 i un 14,9% 65 anys o més.
L'edat mediana era de 36 anys. Per cada 100 dones de 18 o més anys hi havia 90,3 homes.
La renda mediana per habitatge era de 48.750 $ i la renda mediana per família de 52.143 $. Els homes tenien una renda mediana de 38.750 $ mentre que les dones 25.500 $. La renda per capita de la població era de 21.289 $. Entorn del 2,9% de les famílies i el 2,5% de la població estaven per davall del llindar de pobresa.

## Poblacions més properes
El següent diagrama mostra les poblacions més properes.